# John Sullivan
John Sullivan (17 de Fevereiro de 1740, Somersworth, Nova Hampshire — 23 de Janeiro de 1795, Durham, Nova Hampshire) foi um General irlandês-americano na Guerra Revolucionária Americana, um delegado no Congresso Continental, Governador (ou "Presidente") de Nova Hampshire e um Juiz federal dos Estados Unidos.
Sullivan, o terceiro filho de colonos americanos, serviu como Major-general no Exército Continental e como Governador (ou "Presidente") de Nova Hampshire. Ele ganhou fama por ter liderado a Expedição Sullivan em 1779, uma campanha de "terra queimada" contra as aldeias iroquesas que haviam pegado em armas contra os revolucionários americanos. Como membro do Congresso, Sullivan trabalhou em estreita colaboração com o Embaixador dos Estados Unidos, Anne-César, Chevalier de la Luzerne.